# Anicka Castañeda
Anicka Chabeli Arrieta Castañeda (* 15. Dezember 1999 in Mandaluyong City) ist eine philippinische Fußballspielerin.

## Karriere

### Vereine
In ihrer Jugend war sie in der Mannschaft der De La Salle Santiago Zobel School aktiv und war auch Kapitänin einer lokalen Auswahlmannschaft beim Palarong Pambansa im Jahr 2017. Ab 2017 spielte sie dann bis 2022 in der Fußball-Mannschaft der Universität De La Salle.
Seit 2022 steht sie beim Mt Druitt Town Rangers FC in Australien unter Vertrag.

### Nationalmannschaft
Im April 2017 debütierte sie für die philippinischen A-Nationalmannschaft bei der Qualifikation für die Asienmeisterschaft 2018. Mit einem 1:1 gegen Bahrain, gelang ihrer Mannschaft die Qualifikation für die Endrunde. Später im Jahr war sie auch Teil der Mannschaft beim Fußball-Turnier der Südostasienspiele 2017.
Ein paar Jahre später war sie auch Teil der Mannschaft bei der Asienmeisterschaft 2022, welche erstmals in ihrer Geschichte das Halbfinale bei diesem Turnier erreichte. Damit qualifizierte sich ihr Team zudem erstmals für eine Weltmeisterschaft.
Am 9. Juli 2023 wurde sie dann für den Kader bei der Weltmeisterschaft 2023 nominiert.